# Jackie McManus
Jackie McManus (Belfast, 6 aprile 1947) è un ex calciatore e allenatore di calcio scozzese, di ruolo attaccante e difensore.

## Carriera
McManus si forma calcisticamente nel Star of the Sea, per poi passare nel 1965 al Glenavon, con cui vinse la City Cup 1965-1966.
Dopo una breve militanza nel Distillery e nel Queen's University, nel 1969 viene ingaggiato dal Bangor. Con i Seasiders McManus si aggiudicò la sua seconda City Cup nel 1971.
Nell'inverno 1973 si sposta nella confinante Irlanda per giocare nel Dundalk, esordendovi nella Leinster Cup il 1º novembre 1973 nella vittoria casalinga contro il Drogheda Utd. Con i Lilywhites vince il campionato 1975-1976 e la FAI Cup. Con gli irlandesi esordisce nella competizioni europee nel 1976, nella Coppa dei Campioni 1976-1977, giocando entrambi gli incontri dei sedicesimi di finale contro i nederlandesi del PSV. La stagione seguente gioca entrambi gli incontri dei sedicesimi di finale della Coppa delle Coppe 1977-1978, persi contro gli jugoslavi dell'Hajduk Spalato.
Nell'estate 1974 venne ingaggiato in prestito dagli statunitensi del Boston Minutemen, franchigia della NASL con cui vinse la Northern Division. Con i Minutemen la corsa al titolo nordamericano fu interrotta alle semifinali, perse contro i futuri campioni dei L.A. Aztecs.
Nell'autunno 1977 passa al Drogheda Utd, sempre in Irlanda. Ottiene con la sua squadra il terzo posto nella stagione 1977-1978.
Al termine del campionato decide di tornare in Irlanda del Nord in forza al Larne. Con gli Harbour Rats gioca sino al 1981. 
Dopo essere rimasto tre mesi fermo per una malattia trova ingaggio nel Coleraine, restandovi sino al 1985, anno del suo ritiro dal calcio giocato. Con i Bannsiders gioca due incontri nella Coppa delle Coppe 1982-1983 e due nella Coppa UEFA 1983-1984.

## Palmarès
- City Cup: 2

Glenavon: 1965-1966
Bangor: 1970-1971
- Campionato irlandese: 1

Dundalk: 1975-1976
- Coppa d'Irlanda: 1

Dundalk: 1976-1977